# Шолоховський район
Шо́лоховський райо́н (рос. Шолоховский район) — район у північній частині Ростовської області Російської Федерації. Адміністративний центр — станиця Вешенська.

## Географія
Район розташований у крайній північній частині області. На заході межує із Верхньодонським районом, на півдні — із Боковським, на півночі та сході має кордон із Волгоградською областю.

## Історія
Вешенський район утворений 1924 року. У період 1954–1957 років він входив до складу Кам'янської області. 1956 року було приєднано частину ліквідованого Базковського району. 1963 року територія району збільшена за рахунок ліквідованих Верхньодонського та Боковського районів. Вони були відновлені 1964 та 1970 років. З 4 червня 1984 року район був перейменований на сучасну назву на честь Михайла Шолохова, уродженця району.

## Населення
Населення району становить 26814 осіб (2013; 27294 в 2010).

## Адміністративний поділ
Район адміністративно поділяється на 9 сільських поселень, які об'єднують 52 сільських населених пункти:
| Поселення                        | Площа, км² | Населення, осіб (2010) | Центр          | Населені пункти |
| -------------------------------- | ---------- | ---------------------- | -------------- | --------------- |
| Базковське сільське поселення    | -          | 5583                   | Базковська     | 6               |
| Вешенське сільське поселення     | -          | 10751                  | Вешенська      | 7               |
| Дубровське сільське поселення    | -          | 1451                   | Дубровський    | 4               |
| Дударевське сільське поселення   | -          | 971                    | Дударевський   | 3               |
| Калінінське сільське поселення   | -          | 1990                   | Калінінський   | 7               |
| Колундаєвське сільське поселення | -          | 1760                   | Колундаєвський | 8               |
| Кружилінське сільське поселення  | -          | 1877                   | Кружилінський  | 5               |
| Меркуловське сільське поселення  | -          | 2116                   | Меркуловський  | 5               |
| Терновське сільське поселення    | -          | 795                    | Терновський    | 7               |

### Найбільші населені пункти
| №  | Населений пункт | Населення, осіб (2010) |
| -- | --------------- | ---------------------- |
| 1  | Вешенська       | 9 261                  |
| 2  | Базковська      | 2 600                  |
| 3  | Білогорський    | 1 921                  |
| 4  | Калінінський    | 1 455                  |
| 5  | Меркуловський   | 1 336                  |
| 6  | Кружилінський   | 1 264                  |
| 7  | Пігаревський    | 838                    |
| 8  | Дударевський    | 760                    |
| 9  | Дубровський     | 735                    |
| 10 | Громковський    | 718                    |

## Економіка
Район є сільськогосподарським, тут працює 29 колективних та понад 150 фермерських господарств, які займаються вирощуванням зернових, технічних культур та тваринництвом. Розвивається переробна промисловість сільськогосподарської продукції.

## Персоналії
У районі народився всесвітньо відомий радянський письменник, лауреат Нобелівської премії з літератури Шолохов Михайло Олександрович (1905–1984). Окрім цього у районі народились:
- Грачов Олександр Матвійович (1912–1973) — радянський письменник
- Губанов Георгій Васильович (1936) — радянський і російський журналіст та письменник
- Кружилін Іван Пантелійович (1930) — радянський науковець, академік Російської академії сільськогосподарських наук
- Нікулін Михайло Андрійович (1898–1985) — радянський письменник